# ストロックル間欠泉

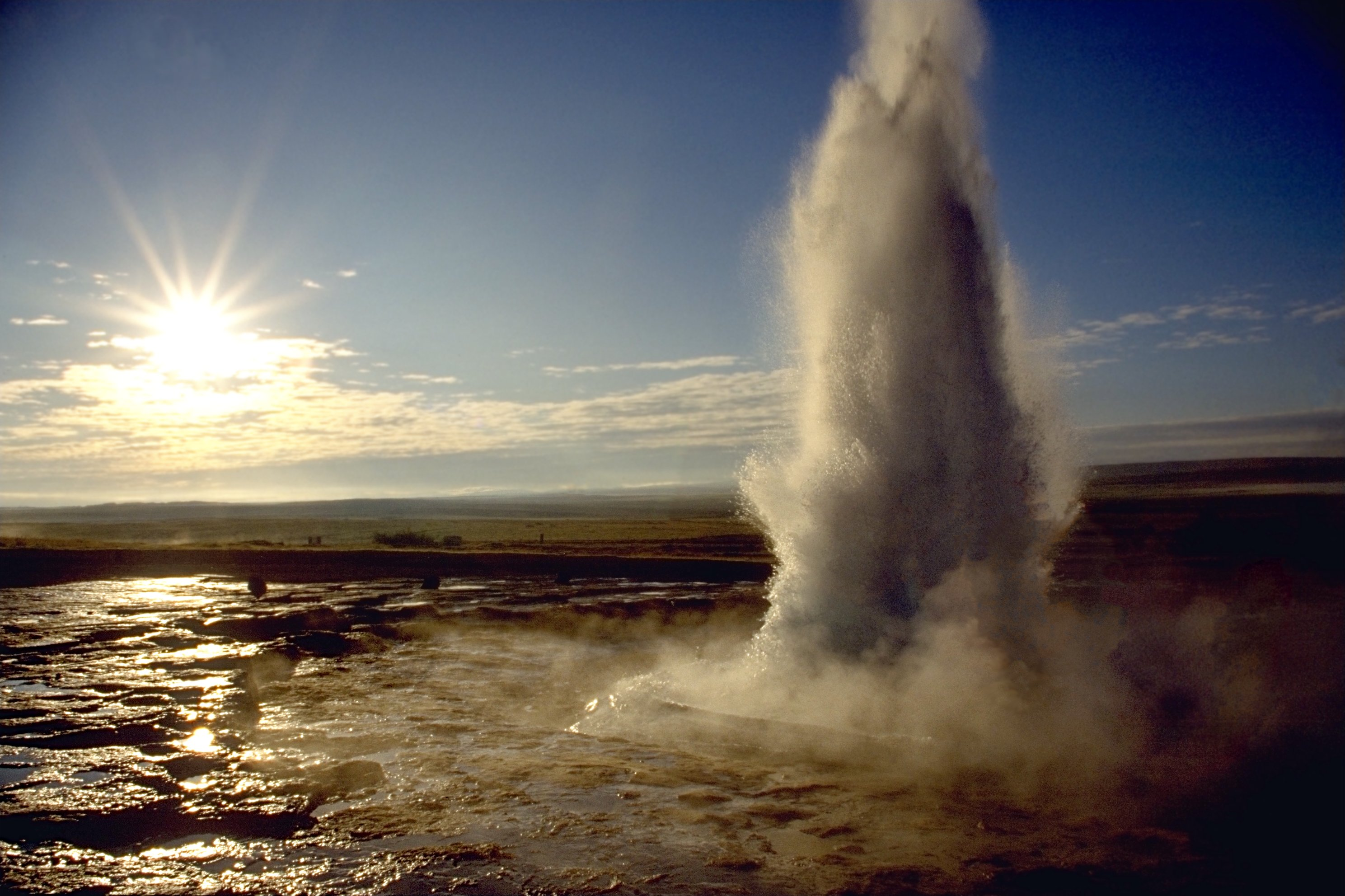
吹き上がるストロックル間欠泉。噴射口の周囲は泥が広がる地帯である。

ストロックル間欠泉（ストロックルかんけつせん、アイスランド語：Strokkur）は、アイスランドのクヴィータ川近辺にある、地熱地帯に位置する間欠泉。ストロックルはアイスランド語において「撹乳機」を意味する。周辺には熱湯が沸き立ったぬかるみが広がり、いたるところから蒸気が上がっている。かつて最も強力な間欠泉であったゲイシール間欠泉（Stóri Geysir）も同じ地域にある。

## 概要・歴史

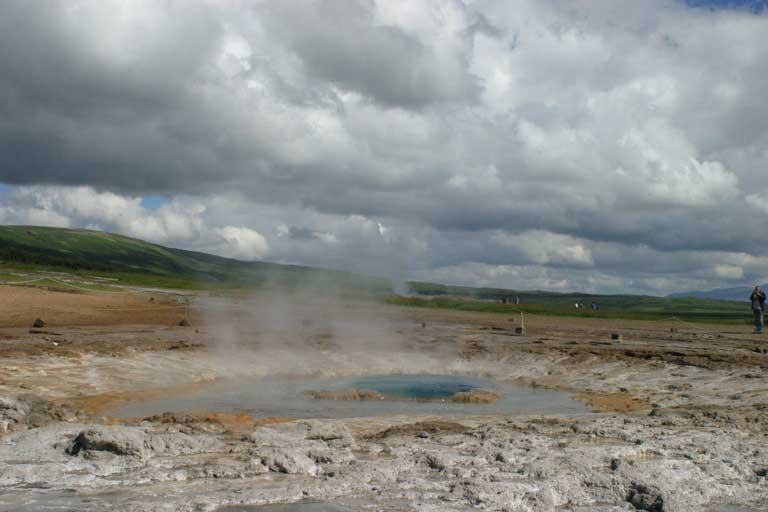
間欠泉の噴出口

ストロックル間欠泉は、ゲイシール間欠泉から数百メートル程しか離れていない。現在は不定期な噴出になってしまったゲイシールとは違い、ほぼ5 - 10分おきに噴出し、沸騰した熱湯を20 - 30メートル上空まで吹き上げる。その後数秒で、泉は元の状態へと戻り周辺の水は引いていく。
かつては温泉水を70メートルの高さまで吹き上げていた。1810年には30分毎に活発な噴出を見せていたが、その5年後に噴出の間隔は6時間毎となり、1916年には噴出が突如途絶えてしまった。ところがその19年後の1935年、少量の水が排出され始めた後、間欠泉はもとの30分毎に再び噴出し始めた。

## 噴射の様子

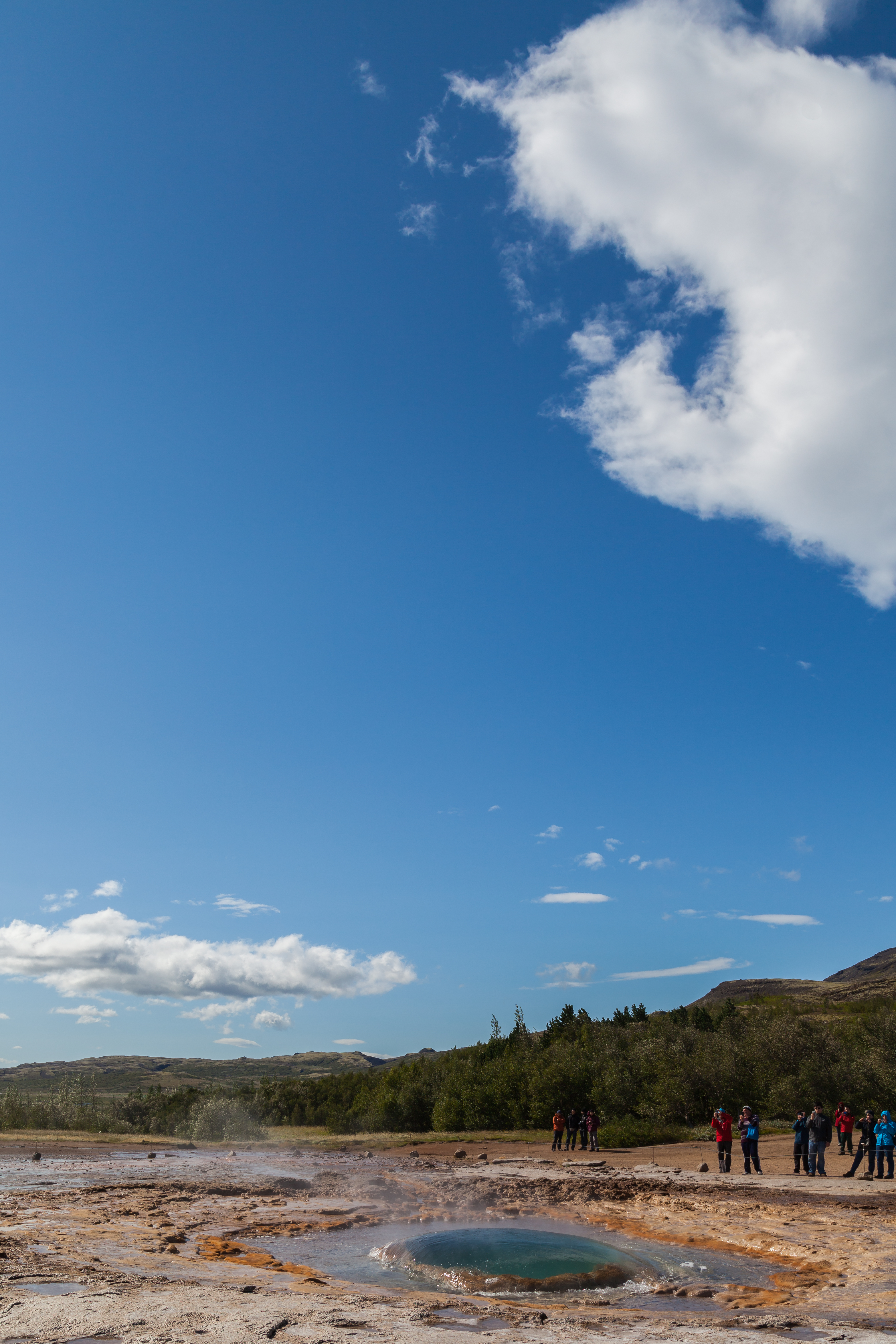
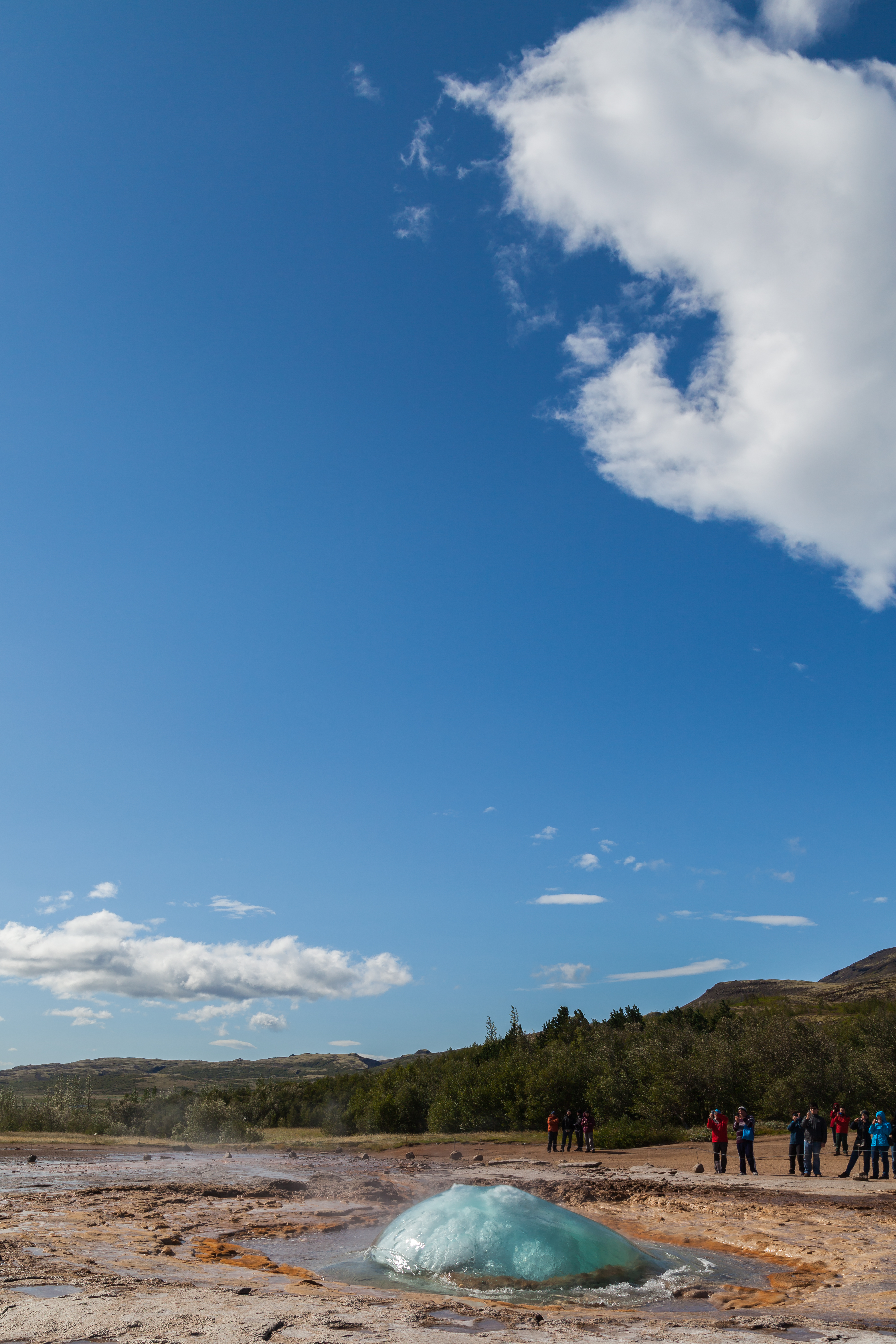
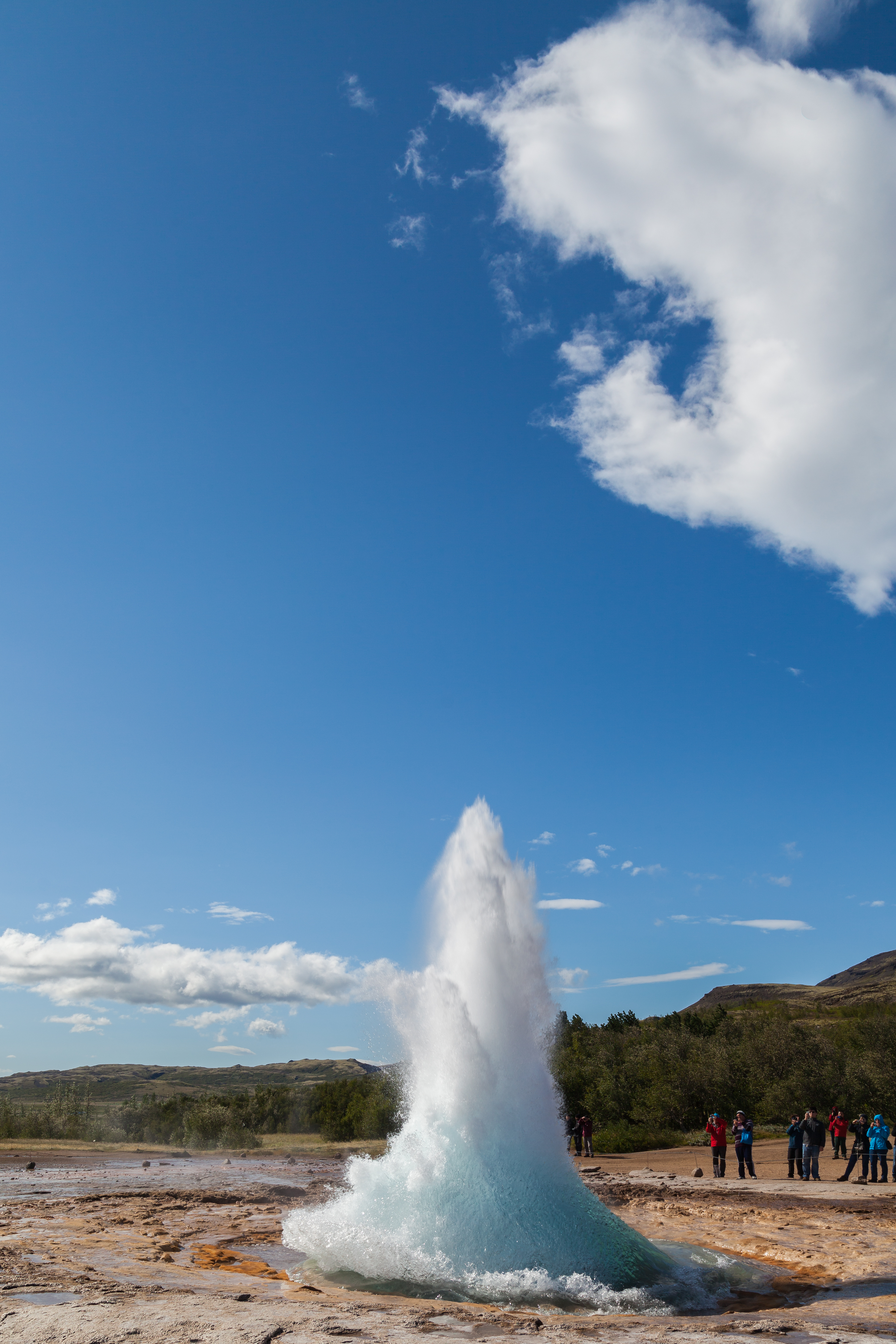
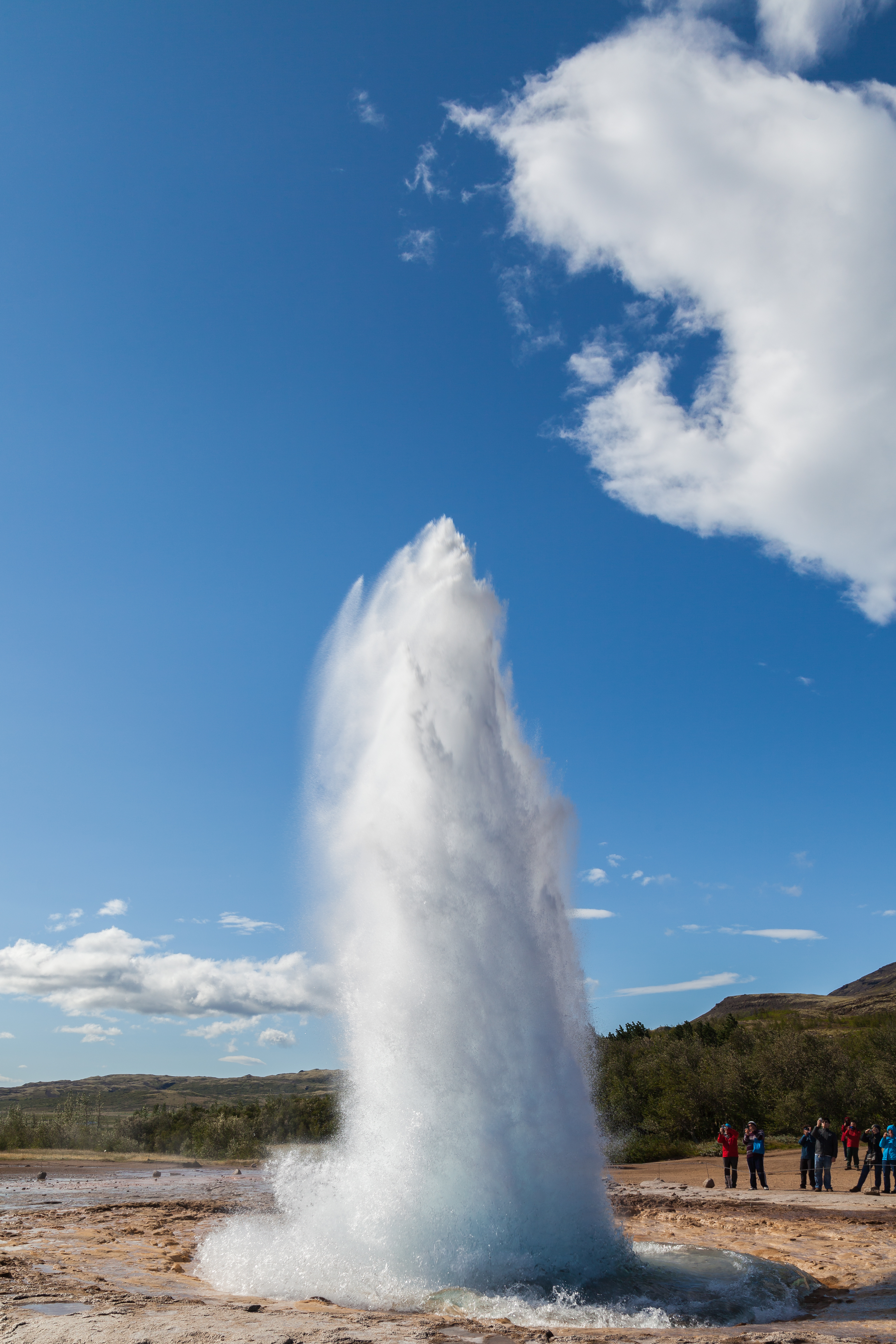
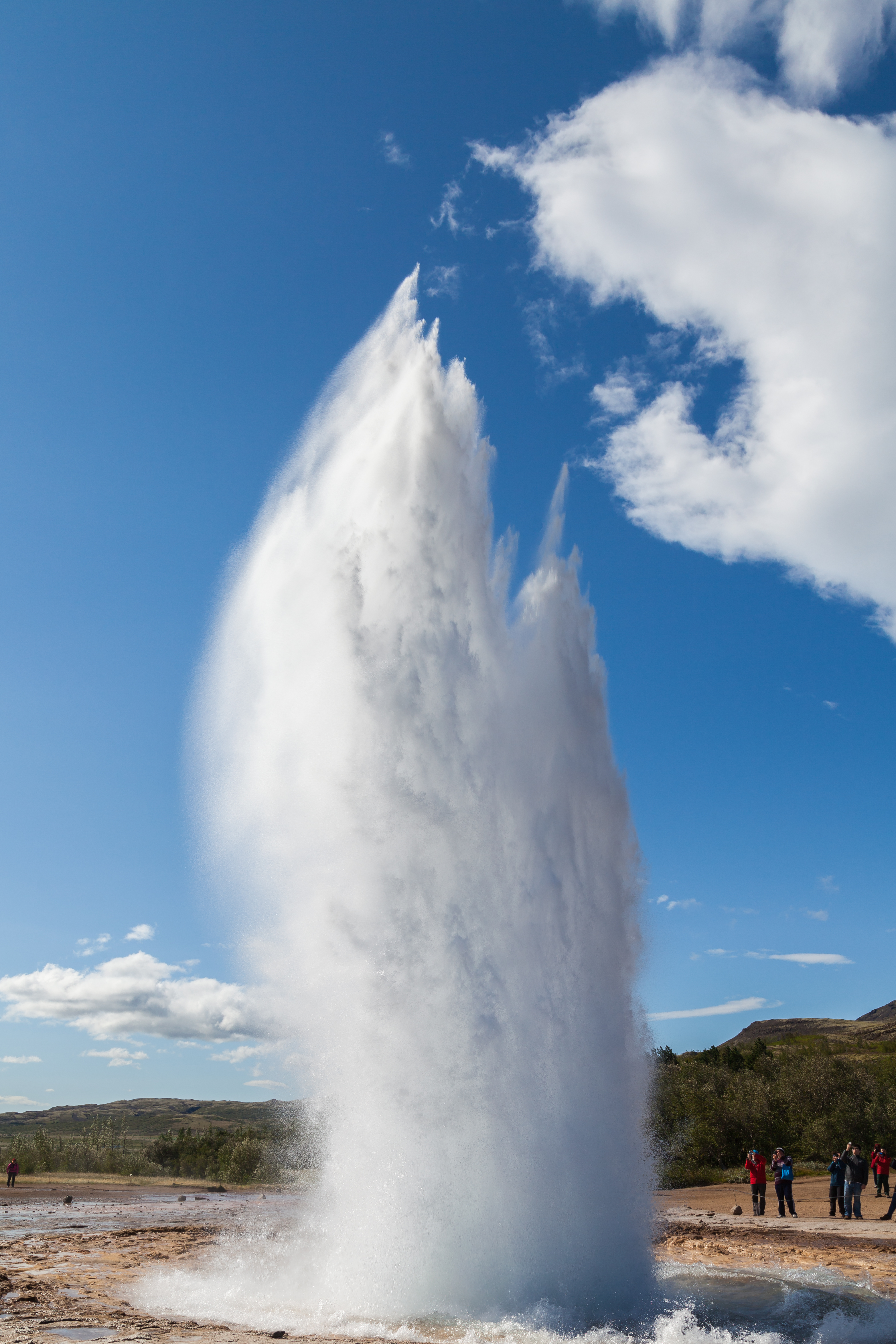
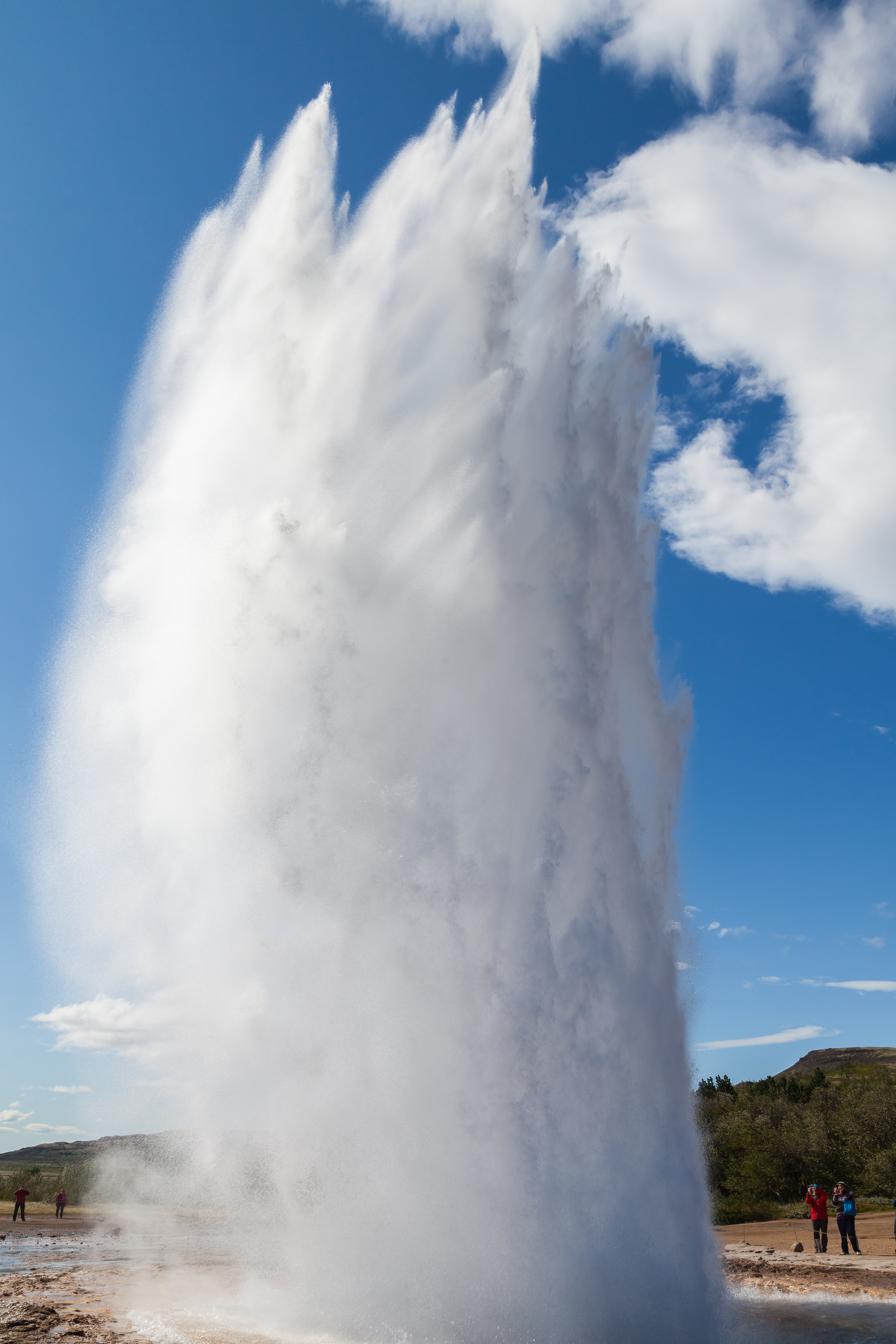
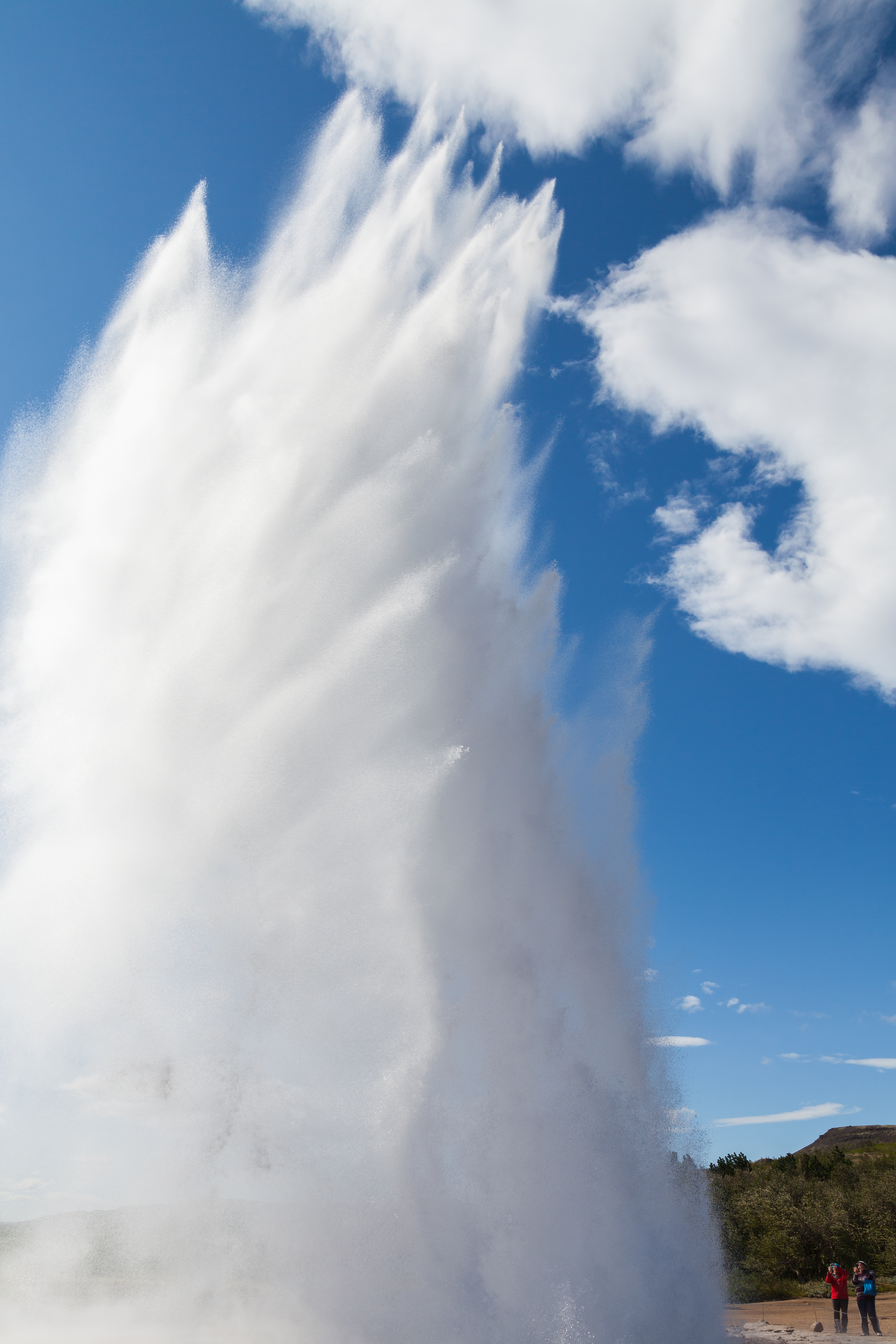
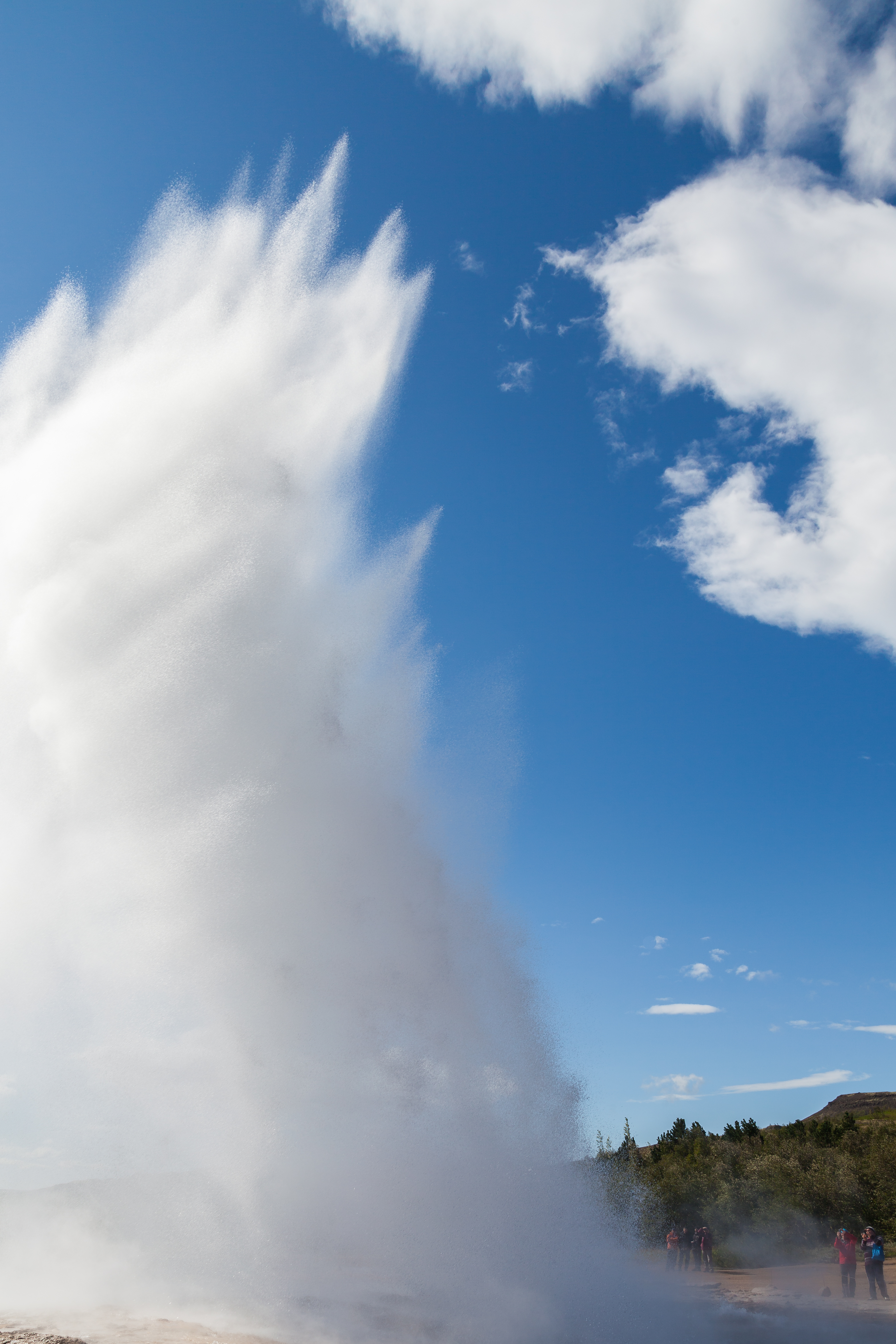